# Cyrtophora bicauda
Cyrtophora bicauda är en spindelart som först beskrevs av Saito 1933.  Cyrtophora bicauda ingår i släktet Cyrtophora och familjen hjulspindlar.
Artens utbredningsområde är Taiwan. Inga underarter finns listade i Catalogue of Life.